# (9312) 1987 VE2
(9312) 1987 VE2 (1987 VE2, 1990 MT1, 1996 VZ21, 1997 YY10) — астероїд головного поясу, відкритий 15 листопада 1987 року.
Тіссеранів параметр щодо Юпітера — 3,299.